# Anatolij Tarabrin
Anatolij Piotrowicz Tarabrin (ros. Анатолий Петрович Тарабрин; ur. 28 czerwca 1935 w Smoleńsku, zm. 11 lutego 2008 w Petersburgu) – rosyjski wioślarz reprezentujący ZSRR, brązowy medalista olimpijski.
Wystąpił na igrzyskach olimpijskich w Rzymie w 1960, gdzie reprezentacja ZSRR w składzie: Igor Achriemczik, Jurij Baczurow, Walentin Morkowkin i Anatolij Tarabrin zdobyli brązowy medal w czwórkach bez sternika. W finale o 3,36 sekundy przegrali z osadą USA i o 0,84 sekundy z osadą Włoch. Był to jego jedyny start olimpijski.
Ponadto zdobył srebrny medal w czwórce bez sternika na mistrzostwach Europy w Pradze (1961).
Zdobywał mistrzostwo ZSRR w czwórkach bez sternika w latach 1960-1962. Odznaczony Medalem „Za pracowniczą wybitność” i tytułem Zasłużonego Mistrza Sportu ZSRR. Absolwent Leningradzkiego Uniwersytetu Państwowego; z zawodu był inżynierem.